# 塞内加爾茶文化

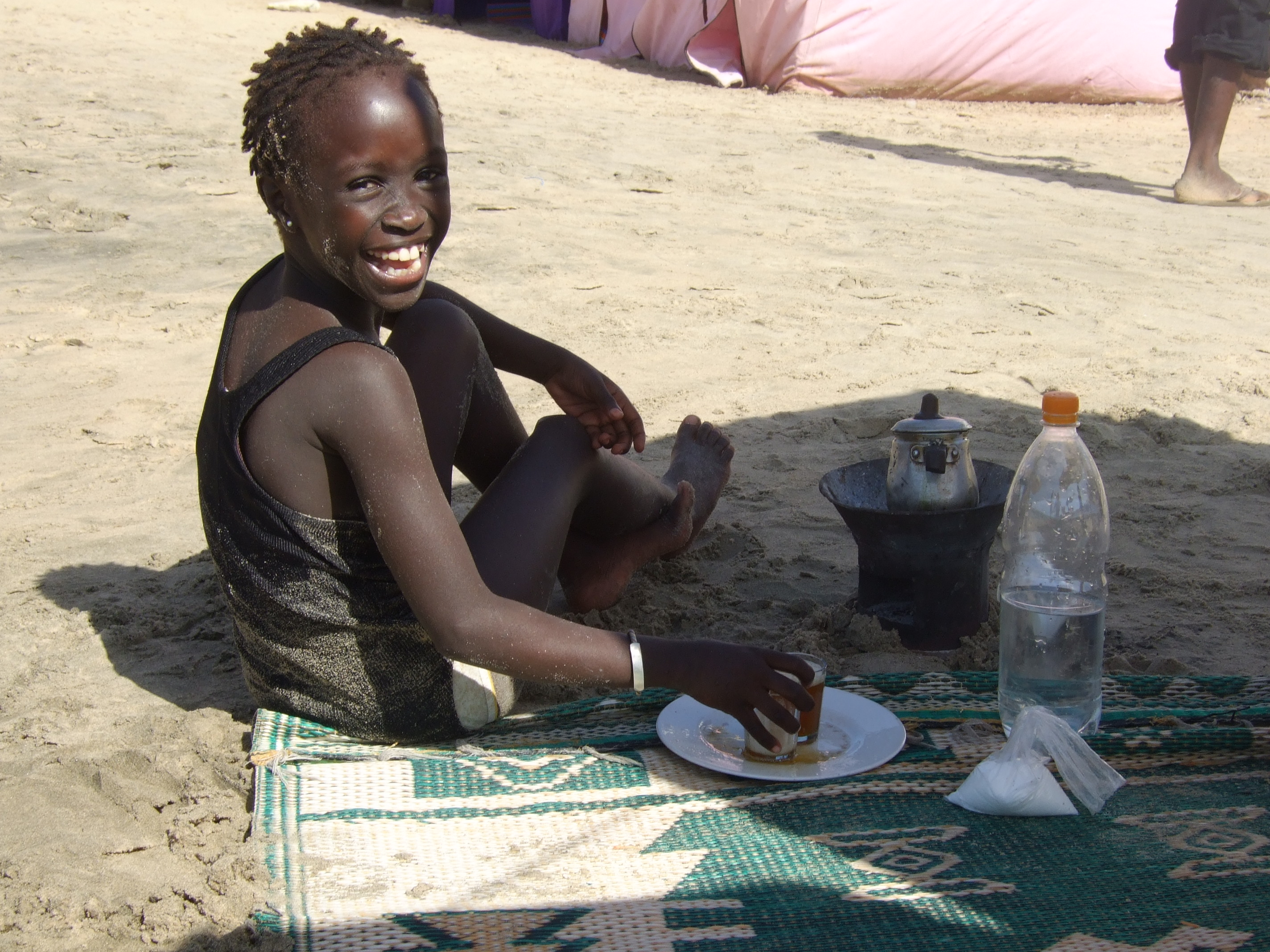
一名泡茶的男孩，攝於塞内加尔達喀爾附近。

茶在塞内加爾的日常、社交生活中佔有重要地位，塞内加尔的飲茶習俗基本與西非地區馬利、几内亚等國家相似。
在塞內加爾及其周邊地區，茶的製作與呈現是一項極具儀式感的活動，在沃洛夫语中称为Attaya 、Ataya或Ataaya。

## 制作Ataya
製作Ataya有時會加入薄荷，通常在招待朋友、訪客時準備，且适合在饭后饮用。飲用Ataya被視為促進交流、維繫友誼的方式，因為正統製作過程需時許久。有些人將泡茶的過程比擬為類似於冥想與瑜伽的放鬆方式。
塞內加爾式Ataya的泡法分為三個階段，被稱為「三煮法」：
第一步將珠茶與薄荷葉、水一起放入茶壺，置於炭火上煮沸。接著加入糖，並將茶倒入特定高度的小玻璃杯中，再從杯子反覆倒回壺中數次，直到杯中出現一層泡沫為止——泡沫越濃厚，表示茶泡得越好。
每一泡的口感皆不同，第一泡茶非常甜，能中和單寧的刺鼻苦味，入口彷彿帶有輕微的麻醉感。第二泡茶，苦味稍減。而第三泡非常甜，苦味幾乎消失，因為是使用相同茶葉反覆沖煮而成。
在各族語言中用來指稱茶、金屬茶壺與薄荷的字詞，多借自阿拉伯語，反映出塞內加爾薄荷茶源自摩爾人影響。
塞內加爾15至60歲人口中超過80%有喝茶習慣。研究顯示，由於綠茶中含有高濃度的氟化物，可能有助預防蛀牙。

## 文化
塞內加爾人分別將三泡味道不同的茶賦予母愛、友愛、伴侶之愛，以及青、中、老年等意義。
塞內加爾茶文化的重要性，體現在Ismaël Lô於1986年專輯《Natt》中的一首歌曲〈Ataya〉之中。

## 另見
- 塞内加爾菜餚（英语：Senegalese cuisine）

## 外部連結
- A man demonstrates attaya ceremonial serving of tea.
- Drinking attaya in Eastern Senegal, also showing the preparation of the tea over an outdoor charcoal fire.